# Ōfuna Kannon
Pour les articles homonymes, voir Ōfuna.
Le Ōfuna Kannon, Ōfuna Kannonji (大船観音寺), ou Muga sozan Ōfuna Kannonji est un temple bouddhiste situé dans la ville de Kamakura, préfecture de Kanagawa au Japon. La grande particularité du temple est une statue en béton armé de 25 m de haut et de 1,900 t, consacrée au bodhisattva Kannon ou Guanyin.
La construction du temple est entamée en 1929 par la secte Sōtō du Bouddhisme Zen. Le contour de la statue est terminé en 1934, mais les travaux sont suspendus au début de la Guerre du Pacifique. La Ofuna Kannon Society poursuit les travaux de construction en 1954 et le temple est achevé en 1960. La structure de la statue est faite de sections de béton coulé et entièrement réalisée à la main, aucun camion de pompe à béton n'a été utilisé. La surface de la statue est peinte en blanc. La statue elle-même contient un petit musée et un sanctuaire et les deux sont ouverts à la visite.
Le Kannon intègre des pierres en provenance des points zéro d'Hiroshima et de Nagasaki pour commémorer ceux qui sont morts dans les explosions des bombes atomiques. Un feu provenant des feux atomiques d'Hiroshima brûle dans une statue en forme de champignon.